# クライド・ライト
クライド・ライト（Clyde Wright, 1943年2月20日 - ）は、アメリカ合衆国テネシー州出身の元プロ野球選手（投手）。左投右打。

## 来歴・人物
カーソン・ニューマン大学で活躍し、ミネソタ・ツインズからドラフト指名され、入団。カリフォルニア・エンゼルス移籍後の1966年6月15日にメジャー初登板。この試合では4安打完投勝利を収め、フルシーズン3年目の1968年には10勝6敗の好成績を残す。
1969年には不調で1勝8敗に終わるが、チームメイトのジム・フレゴシの勧めで現在でいうウインター・リーグに参戦。そこでスクリューボールとチェンジアップを習得し、1970年には22勝12敗、防御率2.83の自己最高の好成績を記録し、ア･リーグカムバック賞を受賞。7月3日のオークランド・アスレチックス戦ではノーヒット・ノーランを達成したが、これはエンゼル・スタジアム・オブ・アナハイム開場初のノーヒッターとなった。また、2009年終了時点でエンゼルスの球団史上唯一の左腕の20勝投手である。
その後も1972年に16勝17敗、1973年に18勝11敗、1974年に11勝19敗と2桁勝利をあげるが、1974年にミルウォーキー・ブルワーズに移籍、さらに1975年はテキサス・レンジャースに移籍し、メジャーでの球歴はここまでで、通算100勝をあげた。
1976年4月28日、読売ジャイアンツにMLB出身の外国人投手として球団初の入団が決定し、5月6日に来日して、3シーズンにわたってプレーした。普段は好人物なのだが、気性の激しさから「クレージー・ライト」と呼ばれ、審判や相手打者とケンカするだけでなく、自分のユニフォームを引きちぎってしまった事や、カメラマンのカメラを取り上げて叩き潰してしまった事もあった。1978年7月15日に事実上の退団が決定、翌16日に現役引退が正式に決まった。また、1977年には規定投球回に到達したが、この年以降巨人の外国人左腕投手が規定投球回に到達したのは2001年のダレル・メイ、自前の外国人左腕投手に限れば2015年のアーロン・ポレダが記録するまでに長い期間が経っていた。
引退後は実業家に転身し、CLYDE WRIGHT'S TENNESSEE BAR-B-QUE を経営。ジャック・ダニエルズを隠し味にしたポーク・サンドイッチをエンゼル・スタジアム・オブ・アナハイムで販売しており、長蛇の列ができている。
2018年4月29日に放送されたサンデーLIVE!!ではエンゼルスの球団職員と紹介されていた。
息子も元メジャーリーガーのジャレット・ライト（父とは違い、右投げ投手）。1970年にノーヒットノーランを達成した際には、最後の打者フェリペ・アルーを二塁ゴロに打ち取り、エンゼルスの二塁手サンディー・アロマー・シニアがダブルプレイに仕留めた。それから27年後、1997年のワールドシリーズには、ライトの息子ジャレット（投手）と、アロマーの息子サンディー・アロマー・ジュニア（捕手）が所属するクリーブランド・インディアンスと、アルーの息子モイセス・アルーが所属するフロリダ・マーリンズが対戦。マーリンズが勝利した。

## 詳細情報

### 年度別投手成績
| 年 度     | 球 団     | 登 板 | 先 発 | 完 投 | 完 封 | 無 四 球 | 勝 利 | 敗 戦 | セ 丨 ブ | ホ 丨 ル ド | 勝 率 | 打 者 | 投 球 回 | 被 安 打 | 被 本 塁 打 | 与 四 球 | 敬 遠 | 与 死 球 | 奪 三 振 | 暴 投 | ボ 丨 ク | 失 点 | 自 責 点 | 防 御 率 | W H I P |
| --------- | --------- | ----- | ----- | ----- | ----- | -------- | ----- | ----- | -------- | ----------- | ----- | ----- | -------- | -------- | ----------- | -------- | ----- | -------- | -------- | ----- | -------- | ----- | -------- | -------- | ------- |
| 1966      | CAL       | 20    | 13    | 3     | 1     | 0        | 4     | 7     | 0        | --          | .364  | 380   | 91.1     | 92       | 11          | 25       | 4     | 1        | 37       | 1     | 0        | 39    | 38       | 3.74     | 1.28    |
| 1967      | CAL       | 20    | 11    | 1     | 0     | 0        | 5     | 5     | 0        | --          | .500  | 323   | 77.1     | 76       | 5           | 24       | 2     | 1        | 35       | 2     | 0        | 33    | 28       | 3.26     | 1.29    |
| 1968      | CAL       | 41    | 13    | 2     | 1     | 1        | 10    | 6     | 3        | --          | .625  | 534   | 125.2    | 123      | 13          | 44       | 6     | 2        | 71       | 7     | 0        | 58    | 55       | 3.94     | 1.33    |
| 1969      | CAL       | 37    | 5     | 0     | 0     | 0        | 1     | 8     | 0        | --          | .111  | 272   | 63.2     | 66       | 4           | 30       | 5     | 1        | 31       | 3     | 0        | 33    | 29       | 4.10     | 1.51    |
| 1970      | CAL       | 39    | 39    | 7     | 2     | 0        | 22    | 12    | 0        | --          | .647  | 1086  | 260.2    | 226      | 24          | 88       | 4     | 7        | 110      | 8     | 0        | 97    | 82       | 2.83     | 1.20    |
| 1971      | CAL       | 37    | 37    | 10    | 2     | 1        | 16    | 17    | 0        | --          | .485  | 1107  | 276.2    | 225      | 17          | 82       | 10    | 3        | 135      | 7     | 0        | 105   | 92       | 2.99     | 1.11    |
| 1972      | CAL       | 35    | 35    | 15    | 2     | 1        | 18    | 11    | 0        | --          | .621  | 1029  | 251.0    | 229      | 14          | 80       | 6     | 4        | 87       | 4     | 0        | 101   | 83       | 2.98     | 1.23    |
| 1973      | CAL       | 37    | 36    | 13    | 1     | 2        | 11    | 19    | 0        | --          | .367  | 1102  | 257.0    | 273      | 26          | 76       | 0     | 3        | 65       | 4     | 0        | 120   | 105      | 3.68     | 1.36    |
| 1974      | MIL       | 38    | 32    | 15    | 0     | 1        | 9     | 20    | 0        | --          | .310  | 996   | 232.0    | 264      | 22          | 54       | 4     | 0        | 64       | 6     | 0        | 122   | 114      | 4.42     | 1.37    |
| 1975      | TEX       | 25    | 14    | 1     | 0     | 1        | 4     | 6     | 0        | --          | .400  | 423   | 93.1     | 105      | 7           | 47       | 3     | 1        | 32       | 3     | 1        | 56    | 46       | 4.44     | 1.63    |
| 1976      | 巨人      | 21    | 21    | 5     | 2     | 0        | 8     | 7     | 0        | --          | .533  | 541   | 130.0    | 123      | 6           | 44       | 3     | 4        | 51       | 2     | 1        | 54    | 48       | 3.32     | 1.28    |
| 1977      | 巨人      | 31    | 25    | 5     | 1     | 2        | 11    | 9     | 0        | --          | .550  | 754   | 172.0    | 190      | 25          | 62       | 5     | 8        | 82       | 3     | 1        | 87    | 81       | 4.24     | 1.47    |
| 1978      | 巨人      | 7     | 7     | 0     | 0     | 0        | 3     | 2     | 0        | --          | .600  | 160   | 38.0     | 29       | 6           | 20       | 3     | 2        | 9        | 0     | 0        | 21    | 21       | 4.97     | 1.29    |
| MLB：10年 | MLB：10年 | 329   | 235   | 67    | 9     | 7        | 100   | 111   | 3        | --          | .474  | 7252  | 1728.2   | 1679     | 143         | 550      | 44    | 23       | 667      | 45    | 1        | 764   | 672      | 3.50     | 1.29    |
| NPB：3年  | NPB：3年  | 59    | 53    | 10    | 3     | 2        | 22    | 18    | 0        | --          | .550  | 1455  | 340.0    | 342      | 37          | 126      | 11    | 14       | 142      | 5     | 2        | 162   | 150      | 3.97     | 1.38    |

### 表彰
MLB
- カムバック賞 （1970年）

### 記録
MLB
- ノーヒットノーラン：1回 （1970年7月3日、対オークランド・アスレチックス戦）
- MLBオールスターゲーム選出：1回 （1970年）

NPB
- 初登板・初先発登板・初勝利・初先発勝利：1976年5月29日、対大洋ホエールズ11回戦（後楽園球場）、5回2/3を2失点
- 初奪三振：同上、1回表にジョン・シピンから
- 初完投勝利：1976年6月19日、対阪神タイガース10回戦（阪神甲子園球場）、9回2失点
- 初完封勝利：1976年8月14日、対ヤクルトスワローズ17回戦（後楽園球場）

### 背番号
- 38 （1966年 - 1973年）
- 52 （1967年）
- 38 （1974年）
- 25 （1975年）
- 38 （1975年）
- 30 （1976年 - 1978年）